# Тувия Белски
Тувия Белски е полски евреин, действал като партизанин на Източния фронт през Втората световна война. Командир е на Отряда на Белски, водил боеве с нацистите основно в Налибокската гора, около градовете Лида и Новогрудок.

## Биография

### Ранни години
Тувия е роден в еврейското семейство на Давид и Бейла Белски, в градчето Станковице, разположено между градовете Лида и Новогрудок, тогава в Източна Полша, сега в Западен [Беларус]]. Тувия е 3-то дете в семейството, има 9 братя и 2 сестри. Братята му Асаел, Александър (по прякор Зус) и Арон по-късно също са членове на Отряда на Белски.
През Първата световна война Белски служи в Германската имперска армия като преводач. Служи в Полската армия от 1927 до 1929 г. След края на службата си се връща при семейството си. През 1929 г. се жени за по-възрастна жена на име Рифка, с която живее в близкото градче Суботники. Рифка притежава голяма къща и магазин и семейстовото се занимава с търговия.
След присъединяването на района към СССР през 1939 г. Тувия бяга в Лида от страх да не бъде репресиран от НКВД като буржоазен елемент, тъй като има магазин. Жена му остава в Суботники. В Лида Белски има връзка с друга жена – Соня, за която се жени (неофициално, заради военновремената обстановка), след като се развежда с Рифка.

### Отряд на Белски
След началото на германската окупация от 1941 г. и масовите разстрели на евреи Тувия губи братята си Яков и Аврам още през лятото. В началото на декември Тувия и братята му Асаел и Зус поставят началото на партизанския отряд.
На 7 декември, заедно с около 4000 евреи, са убити родителите и малката му сестра, съпругата и новородената дъщеря на брат му Александър. 12-годишният брат Арон успява да избяга и се присъединява към отряда. По-късно Белски успяват да изтеглят в гората всички оцелели роднини. През лятото на 1942 г. Тувия извежда жена си Соня и нейните роднини от гетото в Лида. Постепенно отрядът се развива и до края на германската окупация спасява над 1200 евреи. През 1943 г. окупаторите обявяват награда от 100 000 райхсмарки за главата на Тувия.

### Късни години
След неразбирателство с НКВД Тувия и брат му Зус бягат в Полша и от там в Палестина, където взимат участие в Арабско-израелска война (1948). След 1955 г. Тувия, Зус и Арон се установяват в Ню Йорк, където развиват дребен транспортен бизнес. Тувия се жени за оцелялата еврейка Лилка. Имат синове Майкъл и Робърт и дъщеря Рут.
През 1986 г. спасените от Белски евреи организират прием в тяхна чест в хотел „Хилтън“ в Ню Йорк. Над 600 души приветстват 80-годишния по оноова време Тувия.
Белски умира на 12 юни 1987 г. и е погребан в еврейско гробище в Лонг Айлънд. Около година по-късно е препогребан в планината Херцел в Йерусалим с военни почести.
Нито Тувия, нито който и да е от братята му са награждавани с официални награди.

## В киното
- „Братята Белски“, 1994 г. (The Bielski Brothers) – документален [5]
- „Братята Белски – Йерусалим в гората“, 2006 г. (The Bielski Brothers: Jerusalem in the Woods) – документален[6]
- „Съпротива“ 2008 (Defiance) – игрален[7]